# Hotel Ritsa
El Hotel Ritsa es un hotel en Sujumi, Abjasia, una república independiente de facto de Georgia. El hotel es una instalación de lujo que se encuentra en la costa, a lo largo del muelle de Sujumi, cerca del centro histórico, decorado con elegantes bajorrelieves. Fue dañado durante la guerra Contiene dos restaurantes; "San Remo", que sirve cocina europea y "Aktafurta", que sirve cocina de Abjasia. 